# Aleksander Ślączka
Aleksander Wojciech Ślączka (ur. 18 maja 1893 w Sanoku, zm. wiosną 1940 w Charkowie) – polski lekarz neurolog i psychiatra, docent doktor medycyny, jeden z twórców neurochirurgii polskiej. Kapitan rezerwy lekarz Wojska Polskiego, ofiara zbrodni katyńskiej.

## Życiorys

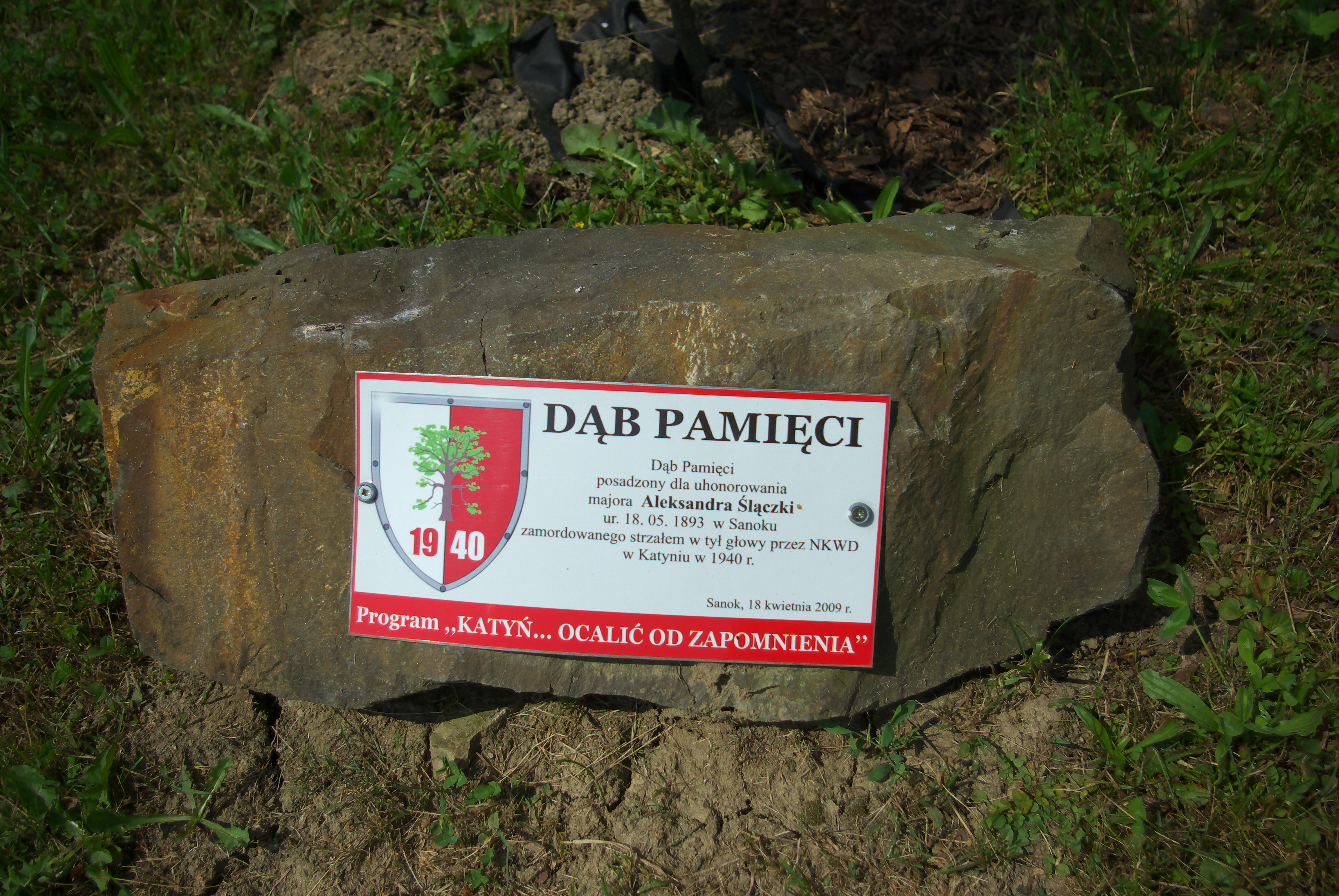
Kamień przy Dębie Pamięci honorującym Aleksandra Ślączkę w Sanoku

Aleksander Wojciech Ślączka urodził się 18 maja 1893 w Sanoku. Jego rodzicami byli Wojciech (1851–1925, adwokat, działacz niepodległościowy) i Bronisława z domu Mysłowska (1856–1903), a ojcem chrzestnym Jan Staruszkiewicz. Jego rodzeństwem byli: Kazimierz (1885–1971, inżynier, oficer Legionów Polskich, kapitan rezerwy Wojska Polskiego, działający w Gdyni), Zofia Klara (1887-1890), Janina Aleksandra (1889-1979, nauczycielka), Sylwia Klementyna (1891-1893), Roman (1895–1967, doktor praw, adwokat i radca prawny). Rodzina Ślączków mieszkała w kamienicy przy ulicy Tadeusza Kościuszki, gdzie obecnie pod numerem 26 mieści się główny oddział sanockiej poczty (po zakończeniu II wojny światowej gmach został przejęty od dr. Romana Ślączki).
W rodzinnym Sanoku ukończył szkołę powszechną, a następnie w 1911 z wynikiem celującym C. K. Gimnazjum (w jego klasie byli m.in. Józef Dąbrowski, Edward Kielar – obaj także ofiary zbrodni katyńskiej, Julian Krzyżanowski, Kazimierz Niedzielski, Antoni Owsionka, Kazimierz Piech). W tym samym roku rozpoczął studia na Wydziale Wszechnauk Lekarskich Uniwersytetu Jagiellońskiego w Krakowie. W okresie nauki gimnazjalnej współtworzył „Kółko przyrodników”, w którym pełnił funkcję prezesa (wiceprezesem był Kazimierz Piech, sekretarzem Włodzimierz Mozołowski, a zastępcą sekretarza był brat Aleksandra, Roman). Został harcerzem. Był członkiem sanockiego gniazda Polskiego Towarzystwa Gimnastycznego „Sokół” od 1912. Uchwałą Rady Miejskiej w Sanoku z 1913 został uznany przynależnym do gminy Sanok.
Po wybuchu I wojny światowej w 1914 i przerwaniu studiów został zmobilizowany i trafił w szeregi C. K. Armii do służby sanitarnej wpierw do Serbii, następnie w maju 1915 na front włoski w rejon rzeki Isonzo. W C. K. Obronie Krajowej> Został mianowany podporucznikiem sanitarnym w rezerwie z dniem 1 lutego 1917. Wówczas był przydzielony do 37 pułku strzelców. W maju 1917 przeszedł na stronę włoską, po czym 19 maja został jeńcem osadzonym w obozie Santa Maria Capua Vetere za odmowę udzielenia informacji o rozmieszczeniu wojsk cesarskich. Dzięki staraniom polskiego kapelana 4 maja 1918 jako podporucznik został zwolniony i trafił do Armii Hallera (służył w sztabie generała). W latach 1918–1919 był członkiem francusko-polskiej komisji wojskowej w Rzymie i w z jej ramienia agitował wśród polskich żołnierzy we Włoszech i Albanii na rzecz ich przyłączenia się do aliantów. Działalność ułatwiała mu znajomość języka włoskiego; w tym czasie ułożył słowa pieśni popularnej w szeregach polskich żołnierzy we Włoszech.
Z Armią Hallera powrócił do Polski w październiku 1919 jako porucznik sanitarny. Trafił wówczas do dywizji na Pomorzu. Uczestnik wojny polsko-bolszewickiej, skierowany na front w lipcu 1920, służył m.in. w Czołówce Sanitarnej „Zegrze”. Został awansowany do stopnia kapitana podlekarza w korpusie sanitarnych oficerów rezerwy ze starszeństwem z dniem 1 czerwca 1919. 3 stycznia 1921 został przeniesiony do rezerwy. W 1923, 1024 jako oficer rezerwowy był przydzielony do 1 batalionu sanitarnego w Warszawie. W 1934 jako kapitan rezerwy lekarz był przydzielony do kadry zapasowej 5 Szpitala Okręgowego w Krakowie i pozostawał wówczas w ewidencji Powiatowej Komendy Uzupełnień Kraków Miasto.
W 1921 wznowił studia medyczne. W 1922 został młodszym asystentem w Klinice Neurologicznej i Psychiatrycznej Uniwersytetu Jagiellońskiego, 21 listopada 1923 uzyskał tytuł doktora wszechnauk lekarskich na Uniwersytecie Jagiellońskim i od tego czasu pracował na stanowisku starszego asystenta. Od kwietnia 1925 przez rok w Klinice Chorób Wewnętrznych UJ, a następnie od kwietnia 1926 do końca 1930 był zatrudniony na oddziale VI Szpitala św. Łazarza w Krakowie kolejno jako adiunkt, sekundariusz i hospitant. Od 1930 dokształcał się w zakresie histopatologii i anatomii patologicznej w Krakowie i Warszawie. Od stycznia do lipca 1931 specjalizował się w warszawskiej Klinice Neurologicznej pod kierunkiem profesora Kazimierza Orzechowskiego, a po powrocie przez kilka miesięcy pracował w Zakładzie Anatomii Patologicznej UJ. Następnie w 1932 powrócił do pracy w Klinice Neurologiczno-Psychiatrycznej UJ, początkowo jako hospitant, od 1 października 1933 starszy asystent, a od 1 września 1937 asystent kontraktowy. Działał społecznie, od 1 listopada 1926 przez 10 lat funkcjonował jako lekarz w krakowskiej Ubezpieczalni Społecznej, ponadto jako biegły sądowy w zakresie neurologii i psychiatrii. Jako docent psychiatrii na Wydziale Lekarskim UJ habilitował się z dniem 30 czerwca 1938 w dziedzinie neurologii i psychiatrii na podstawie pracy O tzw. nabłoniakach nerwowych mózgu i rdzenia (zatwierdzona 30 kwietnia 1938 roku uchwałą Rady Wydziału Lekarskiego Uniwersytetu Jagiellońskiego) i uzyskał tytuł docenta. W tym czasie uzyskał także prymariat na Oddziale Neurologicznym Szpitala św. Łazarza w Krakowie. Publikował w czasopismach medycznych („Neurologia Polska”, „Biuletyn Akademii Umiejętności”) zarówno w języku polskim, jak i niemieckim. Był członkiem Towarzystwa Lekarskiego Krakowskiego.
Zmobilizowany w sierpniu 1939 jako kapitan i przydzielony do Wojskowego Szpitala Okręgowego nr 5 w Krakowie, wraz z którym w czasie kampanii wrześniowej poruszał się na wschód. Po agresji ZSRR na Polskę dostał się do niewoli sowieckiej, w wyniku aresztowania w okolicach Lwowa wraz z transportem rannych. Następnie był przetrzymywany w obozie starobielskim z numerem 2533. Wiosną 1940 przewieziono go wraz z innymi jeńcami osadzonymi w Starobielsku do Charkowa, gdzie został rozstrzelany przez funkcjonariuszy Obwodowego Zarządu NKWD w Charkowie oraz pracowników NKWD przybyłych z Moskwy na mocy decyzji Biura Politycznego KC WKP(b) z 5 marca 1940 i pogrzebany w bezimiennej, zbiorowej mogile w Piatichatkach. 17 czerwca 2000 został oficjalnie otwarty w tym miejscu Cmentarz Ofiar Totalitaryzmu w Charkowie.

Od 12 lutego 1928 jego żoną była Zofia, z domu Buczyńska, która także była lekarzem.
5 października 2007 minister obrony narodowej Aleksander Szczygło – decyzją nr 439/MON – mianował go pośmiertnie na stopień majora. Awans został ogłoszony 9 listopada 2007 w Warszawie, w trakcie uroczystości „Katyń Pamiętamy – Uczcijmy Pamięć Bohaterów”.

## Publikacje
- O t. zw. nabłoniakach nerwowych (neuroepithelioma) mózgu i rdzenia: (obok uwag o patogenezie wodordzenia i jamistości rdzenia oraz neurinomatozy) (1936)
- Metodyka badania układu nerwowego, zaburzenia afatyczne apraktyczne i agnostyczne (1955, współautorzy: Anatol Dowżenko, Eugeniusz Artwiński)

## Upamiętnienie
Aleksander Ślączka został upamiętniony symboliczną tablicą na grobowcu rodziny swojego brata Romana Ślączki na Cmentarzu Witomińskim w Gdyni.
W 1990, w pięćdziesiątą rocznicę zbrodni katyńskiej, w holu Collegium Novum Uniwersytetu Jagiellońskiego w Krakowie, wmurowana została z inicjatywy Społeczności Uniwersytetu Jagiellońskiego i Wydziału Lekarskiego pamiątkowa tablica poświęcona wykładowcom, absolwentom i wychowankom tej uczelni więzionym w Katyniu, Kozielsku i Starobielsku zamordowanym przez NKWD.
18 kwietnia 2009, w ramach akcji „Katyń... pamiętamy” / „Katyń... Ocalić od zapomnienia”, w tzw. Alei Katyńskiej na Cmentarzu Centralnym w Sanoku zostało zasadzonych 21 Dębów Pamięci, w tym upamiętniający Aleksandra Ślączkę (zasadzenia dokonały hm. Ewa Wojtuszewska
i hm. Jerzy Kwaśniewicz w imieniu Hufca ZHP Ziemi Sanockiej im. ks. hm. Zdzisława Peszkowskiego).
Aleksandrowi Ślączce został poświęcony jeden z odcinków filmowego cyklu dokumentalnego pt. Epitafia katyńskie (2010).